# Günther Treptow
Günther Treptow (Berlín, 22 d'octubre, 1907 - Idem. 28 de març, 1981), va ser un tenor d'òpera alemany, conegut sobretot pels seus papers en òperes de Richard Wagner.

## Bografia
Günther Otto Walter Treptow inicialment es va dedicar a la indústria de la fusta. Una audició com a baríton a l'Acadèmia de Música no va tenir èxit, però el baix italià Giovanni Scarneo, que vivia a Berlín com a professor de cant, va reconèixer el potencial de Treptow com a cantant i el va formar durant quatre anys. Treptow havia estat membre de les SA i del NSDAP (número de membre 38.579) des del 1926. Quan es van descobrir avantpassats jueus a l'arbre genealògic de la seva mare el 1934, se li va prohibir actuar. El 6 de juny de 1935, va rebre un permís especial de Joseph Goebbels i va poder continuar la seva carrera.
Treptow va debutar als escenaris el 1936 a la "Deutsches Opernhaus" de Berlín com a cantant de Der Rosenkavalier. Va romandre vinculat a aquest escenari fins al 1948. El 1938 va cantar Florestan a Fidelio a la Volksoper de Viena. L'estiu de 1939 va cantar el paper principal de Tannhäuser de Richard Wagner a l'Òpera del Zoppoter Waldoper . El 1940 va fer la seva primera aparició a l'Òpera Estatal de Baviera.
Després de la guerra va cantar Fidelio a Berlín el setembre de 1945 i va fer la seva primera aparició a l'Òpera Estatal de Viena l'octubre de 1947. El 1951 i el 1952 va cantar Siegmund al Festival de Bayreuth. El 1963, 1964 i 1968 va aparèixer allà en papers més petits a Die Meistersinger.
Treptow es va establir ràpidament com un dels principals heldentenors del seu temps, particularment com a Siegmund a Die Walküre, Siegfried a l'òpera del mateix nom i Götterdämmerung, i com a Tristan a Tristan und Isolde. A més dels papers de Wagner, també va cantar Max a Der Freischütz, Števa Buryja a Jenůfa, Canio a Pagliacci i el paper principal a Otello.
A l'escena internacional, va fer aparicions com a convidat a La Scala de Milà, La Monnaie de Brussel·les, la Royal Opera House de Londres, la Metropolitan Opera de Nova York, i també a Leningrad i Moscou. Des del 1955, va cantar a l'Òpera Estatal de Berlín. Va cantar a la Deutsche Oper Berlin del 1961 al 1972, quan es va jubilar.
Günther Treptow està enterrat al cementiri de Schmargendorf.

## Discografia
- 1948 – Die Walküre (Wagner), Dirigent: Rudolf Moralt (Rol: Siegmund)
- 1948 – Siegfried (Wagner), Dirigent: Rudolf Moralt (Rol: Siegfried)
- 1948 – Götterdämmerung (Wagner), Dirigent: Rudolf Moralt (Rol: Siegfried)
- 1948 – Parsifal (Wagner), Dirigent: Rudolf Moralt (Rol: Parsifal)
- 1949 – Die Meistersinger von Nürnberg (Wagner), Dirigent: Eugen Jochum (Rol: Walther)
- 1949 – Der Musikant (Bittner), Dirigent: Felix Prohaska (Rol: Wolfgang Schönbichler)
- 1950 – Il tabarro (Puccini), Dirigent: Wilhelm Loibner (Rol: Luigi)
- 1950 – Tannhäuser (Wagner), Dirigent: Kurt Schröder (Rol: Tannhäuser)
- 1950 – Rienzi (Wagner), Dirigent: Winfried Zillig (Rol: Rienzi)
- 1950 – Tristan und Isolde (Wagner), conducted by Hans Knappertsbusch (Rol: Tristan)
- 1950 – Die Meistersinger von Nürnberg (Wagner), Dirigent: Hans Knappertsbusch (Rol: Walther)
- 1950 – Das Rheingold (Wagner), Dirigent: Wilhelm Furtwängler (Rol: Froh)
- 1950 – Die Walküre (Wagner), Dirigent: Wilhelm Furtwängler (Rol: Siegmund)
- 1951 – Die Walküre (Wagner), Dirigent: Fritz Stiedry (Rol: Siegmund)
- 1952 – Tristan und Isolde (Wagner), Dirigent: Erich Kleiber (Rol: Tristan)
- 1952 – Die Walküre (Wagner), Dirigent: Joseph Keilberth (Rol: Siegmund)
- 1953 – Der Bergsee (Bittner), Dirigent: Felix Prohaska (Rol: Jörg Steinlechner)
- 1953 – Rienzi (Wagner), Dirigent: Robert Heger (Rol: Rienzi)
- 1954 – Tiefland (Eugen d’Albert), Dirigent: Rudolf Moralt (Rol: Pedro)
- 1964 – Die Meistersinger von Nürnberg (Wagner), Dirigent: Karl Böhm (Rol: Eisslinger)
- 1968 – Der junge Lord (Henze), Dirigent: Christoph von Dohnányi (Rol: Amintore La Rocca)